# Изабела де Коимбра
Изабела де Коимрба (1 март 1432 – 2 декември 1455) е кралица на Португалия от 1448 г. до смъртта си.

## Произход
Родена е на 1 март 1432 г. Дъщеря е на херцог Педру де Коимбра (1392 – 1449), син на Жуау I Португалски и Филипа Ланкастър, и на Изабела де Уржел (1409 – 1443) и по-късен регент на малолетния крал Афонсу V.

## Кралица на Португалия
Изабела се омъжва на 6 май 1448 г. за португалския крал Афонсу V, неин първи братовчед. Раждат им се три деца:
- Жуау (1451 – 1452)
- Жуана (6 февруари 1452 – 12 май 1490)
- Жуау (3 март 1455 – 25 октомври 1495) – бъдещият португалски крал Жуау II

През 1448 година, кралят взема Aфонсу Браганса за свой съветник, който е политически противник на баща ѝ. Бащата на Изабела умира в битка с краля (вероятно убит), а брат ѝ Жуау е заточен. Самата Изабела не е в немилост пред краля и затова поема контрола на Херцогство Коимбра, до завръщането на брат ѝ в Португалия през 1454 година. През 1455 година Изабела препогребва баща си с тържествена церемония.
Изабела умира изненадващо на 2 декември 1455 г. Предполага се, че е била отровена. Погребана е до своя баща, Педру де Коимбра. След нейната смърт сестра ѝ, Филипа де Коимбра (1437 – 1493), се грижи за малките си племенници.

## Изображението в „Полиптих на Свети Винсент“
Полиптихът е изрисуван от художника Нуно Гонсалвиш и предизвиква много спорове, тъй като в изобразените лица сякаш е закодирана определена информация. Кралицата е изобразена на Третият панел този на кралете. Тук прави впечатление червената рокля на кралицата, с различни ръкави – единият стегнат, а другият по широк и украсен. Роклята е леко отворена, което според изкуствоведите показва предишно раждане. До кралицата има книга, която е в средата и е нарисувана така, че да може да се чете, но този текст не е обикновен. Първата страница идва от Евангелието от Йоан (14, 28 – 31):
| „ | ...защото Моят Отец е по-голям от Мене. И сега ви казах и това преди да се е сбъднало, та, кога се сбъдне да повярвате. Няма вече много да говоря с вас, защото иде князът на този свят, и в мене той няма нищо. Но отивам, за да разбере светът, че любя Отца и, както ми е заповядал Отец, тъй и правя. Станете да си идем оттук. | “ |